# かわのりょうこ
かわの りょうこ（1975年9月11日 - ）は、日本の女性声優、ナレーター。茨城県出身。東京俳優生活協同組合所属。

## 略歴
美術大学出身で専攻が映像学科だった。
映像全般を学んでいたが、最終的に写真で作品を作っており、大学3年生の終わりぐらいから、就職を意識して、少し就職活動をしていた。
友人に付いて、放送局、制作会社といったに行ったり、一枚一枚ハガキに書いて送ったり、人並みに少しして見ていたという。美術大学でCM論と言う授業があったが、映像で見せることを大学では学んでいたため、言葉でどうやって伝えるか、商品を「これは良いよ」と言うだけではなく、エピソードを含め、色々な趣向を凝らして文章を考えてる人物がいるという事に気がついて、「もしCMに進むんなら、こういう事もあるんだな」と知ったという。
CMのことは「別に映像で見せなくても、伝わるCMがあるんだなあ」と思ったという。文章を考える人物と喋る人物のコラボレーションで、その時、喋るほうに、興味を持ったという。人物を撮らなかったはみ出た所で作品を作っていた。その写真を評価してくれた映像テクノアカデミアで授業を持っていた講師がおり、その講師から「こういう学校があるよ」と聞いていたという。
偶々友人が就活をしないで、学校を調べており、パンフレットを見せてもらったところ、「なんだここには声優科もあるんだ」と知って、制作会社の就職試験で最終審査まで残っていたため、その時はまだ制作会社に勤めるつもりだったという。その会社はプロダクションマネージャーを欲しかったが、男子が採用され、駄目だったという。
考えることが好きなため、プランナーをやりたかったが、就活を辞めて、テクノのライブ鑑賞と学校説明会に申し込んだが、当日はライブには間に合わなく、終わった後の懇親会に参加して、出演者達に色々と話を聞いたという。
その流れに乗って行ったところ、次の年の4月には映像テクノアカデミアの教室に座っていたという。

## 人物
声種はメゾソプラノ。
免許・資格は普通自動車。
趣味・スポーツはスキー、写真。

## 出演

### テレビアニメ
- ドラえもん（テレビ朝日版第2期）（女性）
- 新世紀エヴァンゲリオン（リニューアル版追加キャスト ※役名無し）

### 劇場版アニメ
- スチームボーイ

### ゲーム
- D・N・ANGEL（子供達）

### テレビ
- 下町ワイド（メインキャスター）

### ナレーション
- Eh?
- 新トーキョー人の選択
- ハート展
- ミュージックトレジャー

### ラジオCM
- オートバックス
- カプリチョーザ